# Aliwa tizalfawen
L'aliwa ou aliwa tizalfawen est un potage traditionnel algérien. C'est une spécialité culinaire touarègue.

## Origine
L’aliwa tizalfawen est une spécialité culinaire touarègue, originaire des oasis du Hoggar (Ahaggar) et du Tassili, régions comprises par les deux wilayas actuelles de Tamanrasset et d'Illizi.

## Étymologie
Le nom de ce potage est composé de deux mots en berbère touarègue. Aliwa (pluriel aliwân), signifie « bouillie » (de farine). Tizalfawen est dérivé du verbe ezlef qui signifie : « flamber », « brûler », « griller » ; c'est un adjectif qui décrit les gerbes de blé ou d'orge grillés.
En conclusion, le nom du plat, aliwa tizalfawen, peut être traduit par « bouillie de blé grillé ».

## Description
Il s'agit d'une entrée à base de blé vert ou d'orge grillé (d'où le qualificatif de tizalfawen) sur du bois d'acacia ou des feuilles de roseau. Les autres ingrédients entrant dans la composition de ce plat sont l'eau, l’oignon, l’ail, l’huile végétale, le sel, le poivre et le beurre de chèvre. 
Pendant la cuisson, la camomille sauvage (Matricaria pubescens ou chamomilla pubescens), une plante endémique appelée aynăsnisen langue tamahaq est ajoutée pour parfumer la préparation. Le potage est servi chaud.